# (25206) 1998 SX145
A (25206) 1998 SX145 a Naprendszer kisbolygóövében található aszteroida. Eric Walter Elst fedezte fel 1998. szeptember 20-án.